# 三箇村 (埼玉県)
三箇村（さんがむら）は埼玉県の東部、南埼玉郡に属していた村。

## 地理

### 河川
- 星川
- 備前堀川
- 庄兵衛堀川
- 中島用水路

湖沼
- 河原井沼

### 地名（小字）
| 三箇村（さんがむら） - 餝面（かざりめん） - 早川（はやかわ） - 大蔵（おほくら） - 上出（うはで） - 上辻（かみつじ） - 道沼（だうぬま） - 新堀向（しんほりむかふ） | 河原井村（かわはらいむら） - 川棚（かはたな） - 武井（ぶゐ） | 台村（だいむら） - 南（みなみ） - 北（きた） - 沼（ぬま） - 向野（むかひの） |

## 歴史
- 1889年（明治22年）4月1日 - 町村制施行により、旧来の三箇村、河原井村、臺村が合併し南埼玉郡三箇村が成立する。
- 1954年9月1日 - 菖蒲町・小林村・栢間村・大山村大字上大崎と合併し、改めて菖蒲町が発足。同日三箇村廃止。

## 出身・ゆかりの人物
- 五十嵐八五郎 - 埼玉梨の祖とされる人物。台村（大字台）の出身。
- 本多静六 - 日本初の林学博士、造園家、投資家。日本の「公園の父」といわれる人物。河原井村（大字河原井）の出身。